# 韩颓当
韓頽當（?—?），汉朝将领，韩王信的儿子。
前200年，韩王信逃到匈奴，在颓当城生下韩颓当。汉文帝时，他和韩王信太子的儿子韩婴归降汉朝。汉文帝封韩穨当为弓高侯，韩婴为襄城侯。
吴楚七国之乱时，韩颓当按例以列侯为将军击吴、楚，功冠诸军。
去世后，谥号壮，他的弓高侯传了三代，孙无子，国除。另有孽孙韩嫣、龙额侯韩说。